# Daphnella elata
Daphnella elata là một loài ốc biển, là động vật thân mềm chân bụng sống ở biển trong họ Conidae.

## Phân bố
Chúng phân bố ở Ấn Độ Dương dọc theo Mauritius.